# Distrito de Kalungu
El distrito de Kalungu es uno de los ciento once distritos que dan origen a la actual organización territorial de la República de Uganda.

## Localización
Este distrito posee fronteras con el distrito de Butambala y el distrito de Gomba al norte, por el noreste y el este limita con el distrito de Mpigi, al sur limita con el distrito de Masaka y al oeste posee fronteras con el distrito de Bukomansimbi. Su capital es la ciudad de Kalungu.

## Población
El distrito de Kalungu cuenta con una población total de 160.684 habitantes según las cifras suministradas por el censo poblacional llevado a cabo durante el año 2002 en Uganda.